# SN 2011hr
SN 2011hr – supernowa typu Ia-pec odkryta 8 listopada 2011 roku w galaktyce NGC 2691. W momencie odkrycia miała maksymalną jasność 16,90m.